# Mónica Vergara
Mónica Vergara Rubio (Ciudad de México, 2 de mayo de 1983) es una entrenadora y exfutbolista mexicana. En enero de 2021, fue presentada como directora técnica de la selección femenina de México, cargo que ocupó hasta agosto de 2022.

## Futbolista

### Participaciones en Copas del Mundo
| Mundial                                 | Sede           | Resultado    | Partidos | Goles |
| --------------------------------------- | -------------- | ------------ | -------- | ----- |
| Copa Mundial Femenina de Fútbol de 1999 | Estados Unidos | Primera Fase | 3        | 0     |

### Participaciones en Copas del Mundo Sub-20
| Mundial                                        | Sede   | Resultado    | Partidos | Goles |
| ---------------------------------------------- | ------ | ------------ | -------- | ----- |
| Copa Mundial Femenina de Fútbol Sub-19 de 2002 | Canadá | Primera Fase | 3        | 0     |

### Participaciones en Juegos Olímpicos
| Mundial                            | Sede   | Resultado        | Partidos | Goles |
| ---------------------------------- | ------ | ---------------- | -------- | ----- |
| Torneo olímpico femenino de fútbol | Grecia | Cuartos de final | 3        | 0     |

### Participaciones en Copa de Oro
| Copa                | Sede           | Resultado    | Partidos | Goles |
| ------------------- | -------------- | ------------ | -------- | ----- |
| Copa de Oro de 2002 | Estados Unidos | Tercer lugar | 5        | 0     |
| Copa de Oro de 2006 | Estados Unidos | Tercer lugar | 1        | 0     |

## Entrenadora

### Copa Mundial de Fútbol
| Mundial                                 | Sede     | Resultado                       |
| --------------------------------------- | -------- | ------------------------------- |
| Copa Mundial Femenina de Fútbol de 2011 | Alemania | Primera Fase (Auxiliar Técnico) |

### Copa Mundial Femenina Sub-17
| Mundial                                        | Sede    | Resultado |
| ---------------------------------------------- | ------- | --------- |
| Copa Mundial Femenina de Fútbol Sub-17 de 2018 | Uruguay | Finalista |

### Juegos Olímpicos de la Juventud
| Edición                                                | Sede   | Resultado         |
| ------------------------------------------------------ | ------ | ----------------- |
| Torneo olímpico juvenil de fútbol femenino Nankín 2014 | Nankín | Medalla de Bronce |